# Casandrino
Casandrino là một đô thị ở tỉnh Napoli ở vùng Campania, cách khoảng 11 km về phía bắc của Napoli. Tại thời điểm ngày 31 tháng 12 năm 2004, đô thị này có dân số 13.574 người và diện tích là 3,2 km².
Casandrino giáp các đô thị: Arzano, Grumo Nevano, Melito di Napoli, Napoli, Sant'Antimo.